# Drostanolone propionato
Drostanolone propionato, o dromostanolone propionato (venduto con i marchi Drolban, Masteril e Masteron) è un farmaco androgeno e steroide anabolizzante (AAS) che è stato usato per trattare il cancro al seno nelle donne, ma non è più commercializzato. Viene somministrato per iniezione nel muscolo.

## Descrizione
Gli effetti collaterali del drostanolone propionato comprendono i sintomi della mascolinizzazione come l'acne, l'aumento dei peli corporei, cambiamenti del tono della voce e l'aumento del desiderio sessuale. Non causa danni al fegato. Il farmaco è un androgeno sintetico e uno steroide anabolizzante e quindi è un agonista del recettore degli androgeni (AR), il bersaglio biologico degli androgeni come il testosterone e il diidrotestosterone (DHT). Ha effetti anabolici moderati e deboli effetti androgenici, che gli conferiscono lievi effetti collaterali e lo rendono particolarmente adatto all'uso nelle donne. Il farmaco non ha effetti estrogenici. Drostanolone propionato è un estere androgeno e un profarmaco a lunga durata di drostanolone nel corpo.
Drostanolone propionato è stato descritto per la prima volta nel 1959 ed è stato introdotto per uso medico nel 1961. Oltre all'uso medico, il drostanolone propionato viene utilizzato per migliorare il fisico e le prestazioni sportive. Il farmaco è una sostanza controllata in molti paesi e quindi l'utilizzo non medico è generalmente considerato illecito.